# Rameno Persea

Pozorované struktury spirálních ramen Mléčné dráhy.

Rameno Persea je jedním ze dvou velkých spirálních ramen galaxie Mléčné dráhy. Druhé hlavní rameno je Rameno Štítu–Kentaura. Rameno začíná na vzdáleném konci dlouhé Mléčné dráhy. Dříve se mělo za to, že je to 13 000 světelných let daleko, podle současných představ leží začátek Ramena Persea 6 400 světelných let od Sluneční soustavy.
Mléčná dráha je spirální galaxie s příčkou se dvěma hlavními rameny a řadou menších ramen a výběžků. Rameno Persea s poloměrem přibližně 10,7 kiloparseku, se nachází mezi menšími rameny Labutě a Lodního kýlu–Střelce. Je pojmenované podle souhvězdí Persea, který je vidět ze Země v jeho směru.
Existuje spekulace, že místní výběžek známý jako Rameno Orionu, který zahrnuje Sluneční soustavu a Zemi, a je umístěn uvnitř Ramene Persea, je jeho větev, ale tato domněnka je nepotvrzená.
Rameno Persea obsahuje řadu Messierových objektů:
- Krabí Mlhovina (M1)
- Otevřená Hvězdokupa M36
- Otevřená Hvězdokupa M37
- Otevřená Hvězdokupa M38
- Otevřená Hvězdokupa M52
- Otevřená Hvězdokupa M103.